# Eparchia ismailijska
Eparchia ismailijska (łac. Eparchia Ismailiensis)  - eparchia Kościoła katolickiego obrządku koptyjskiego w Egipcie, z siedzibą w mieście Ismailia (centrum administracyjne muhafazy ismailijskiej). Została erygowana jako sufragania patriarchatu Aleksandrii 17 grudnia 1982. Powstała poprzez wyłączenie z terytorium eparchii aleksandryjskiej. Obejmuje półwysep Synaj.

## Biskupi
- Athanasios Abadir (17 grudnia 1982 – 25 maja 1992)
- Youhannes Ezzat Zakaria Badir (23 listopada 1992 - 23 czerwca 1994)
- Makarios Tewfik (23 czerwca 1994 - 14 czerwca 2019)
- Daniel Lotfy Khella (od 29 czerwca 2019 – 23 września 2022)
- Ayoub Matta Usama Shafik Akhnoukh (od 11 maja 2023)

Na terenie diecezji działa 10 kongregacji zakonnych w 12
domach. Prowadzone są 2 szkoły diecezjalne i 7 zakonnych.